# انتخابات الرئاسة التشيلية 1952
انتخابات الرئاسة التشيلية 1952 هي الانتخابات الرئاسية التي جرت في 1952، في تشيلي، فاز بالانتخابات كارلوس إيبانيز ديل كامبو.